# 紫云路 (上海)
紫云路是中華人民共和國上海市長寧區一條馬蹄形（U字形）道路，起點和終點均位於遵義路。道路於1951年修建，當地原本是一條名為葛蒲泾的河流，道路修建時河流被填埋。道路全長820米，寬11至23米。車行道寬6.2米。道路為瀝青路面。路名來自貴州紫雲。